# Ośrodek Narciarski Czorsztyn-Ski w Kluszkowcach
Ośrodek Narciarski Czorsztyn-Ski w Kluszkowcach (zwany Krainą Śpiącego Wulkanu w Kluszkowcach) – kompleks tras narciarskich położony na północnych i zachodnich zboczach góry Wdżar (767 m n.p.m.) w Kluszkowcach w gminie Czorsztyn w powiecie nowotarskim.

## Wyciągi
W skład kompleksu wchodzą:
- (A) krzesełkowa 4-osobowa kolej linowa na Wdżar firmy Tatralift o długości 550 m, różnicy wzniesień 150 m i przepustowości 2400 osób/godzinę,
- (B) krzesełkowa 2-osobowa kolej linowa na Wdżar firmy Girak Garaventa (Austria) o długości 550 m, różnicy wzniesień 150 m i przepustowości 1200 osób/godzinę,
- (C) wyciąg talerzykowy firmy Tatrapoma a.s. (Słowacja) o długości 460 m i przepustowowści 700 osób na godzinę,
- 2 wyciągi dla dzieci na oślich łączkach:
  - (D) wyciąg firmy Tatrapoma w okolicy dolnej stacji wyciągu krzesełkowego B, o długości 90 m
  - (E) wyciąg wzdłuż wyciągu talerzykowego C.
- (F) wyciąg talerzykowy o długości 200 m.

## Trasy
| Nazwa trasy | Trudność           | Start                                | Start                 | Meta                                      | Meta                  | Dłu- gość (m) | Prze- wyż- sze- nie (m) | Na- chy- le- nie (%) | Oś- wie- tle- nie | Sztucz- ne naśnie- żanie | Homologacja FIS | Homologacja FIS  | Uwagi                            |
| Nazwa trasy | Trudność           | nazwa                                | wyso- kość (m n.p.m.) | nazwa                                     | wyso- kość (m n.p.m.) | Dłu- gość (m) | Prze- wyż- sze- nie (m) | Na- chy- le- nie (%) | Oś- wie- tle- nie | Sztucz- ne naśnie- żanie | numer           | ważna do         | Uwagi                            |
| ----------- | ------------------ | ------------------------------------ | --------------------- | ----------------------------------------- | --------------------- | ------------- | ----------------------- | -------------------- | ----------------- | ------------------------ | --------------- | ---------------- | -------------------------------- |
| 1           | niebiesko-czerwona | szczyt góry Wdżar                    |                       | dolne stacje wyciągów krzesełkowych A i B |                       | 1500          | 150                     | 10                   | tak               | tak                      |                 |                  |                                  |
| 2           | niebieska          | szczyt góry Wdżar                    |                       | dolna stacja wyciągu talerzykowego C      |                       | 460           | 70                      | 15                   | tak               | tak                      |                 |                  |                                  |
| 3 (FIS)     | czerwona           | górna stacja wyciągu krzesełkowego B | 758                   | dolna stacja wyciągu krzesełkowego B      | 611                   | 900           | 147                     | 15                   | tak               | tak                      | 11163/12/13     | 1 listopada 2023 | homologacja dla slalomu obu płci |
| 4           | zielona            | dolna stacja wyciągu krzesełkowego B |                       |                                           |                       | 100           | 15                      | 15                   | tak               | tak                      |                 |                  |                                  |
| 5           | zielona            | dolna stacja wyciągu talerzykowego C |                       |                                           |                       | 100           | 15                      | 15                   | tak               | tak                      |                 |                  | do snowtubingu                   |
| 6           | czerwona           | górna stacja wyciągu krzesełkowego A | 758                   | dolna stacja wyciągu krzesełkowego A      | 611                   | 900           | 147                     | 15                   | tak               | tak                      |                 |                  | uruchomiona w 2009 r.            |
| 7           | niebieska          | Szczyt góry Wdżar                    |                       | dolna stacja wyciągu talerzykowego B      |                       | 500           | 70                      | 14                   | tak               | tak                      |                 |                  | po wschodniej stronie wyciągu C  |
| 8           | niebieska          | górna stacja wyciągu talerzykowego F |                       | dolna stacja wyciągu talerzykowego F      |                       | 200           | 70                      |                      | tak               | tak                      |                 |                  | po północnej stronie wyciągu F   |

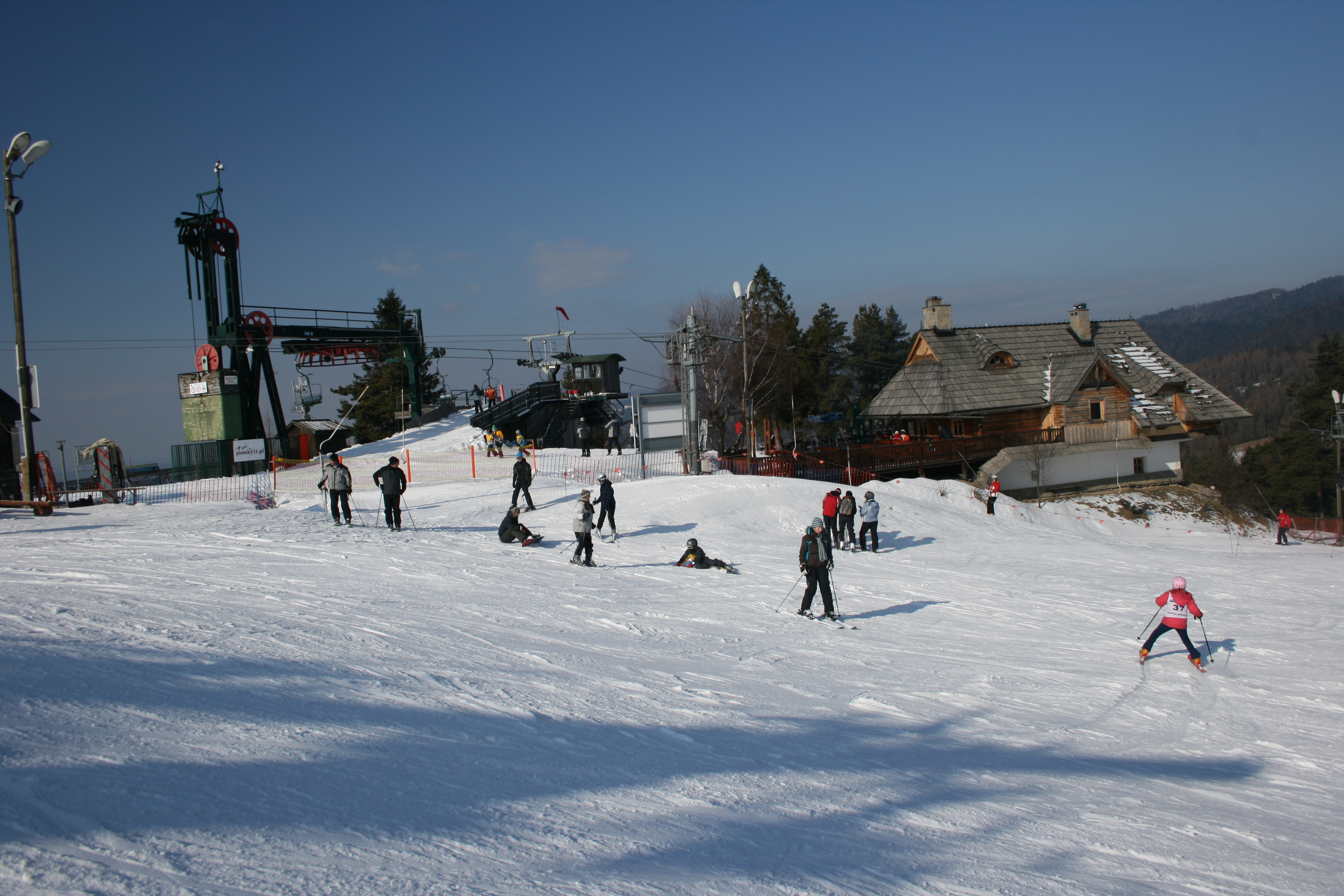
Górna stacja wyciągu krzesełkowego B

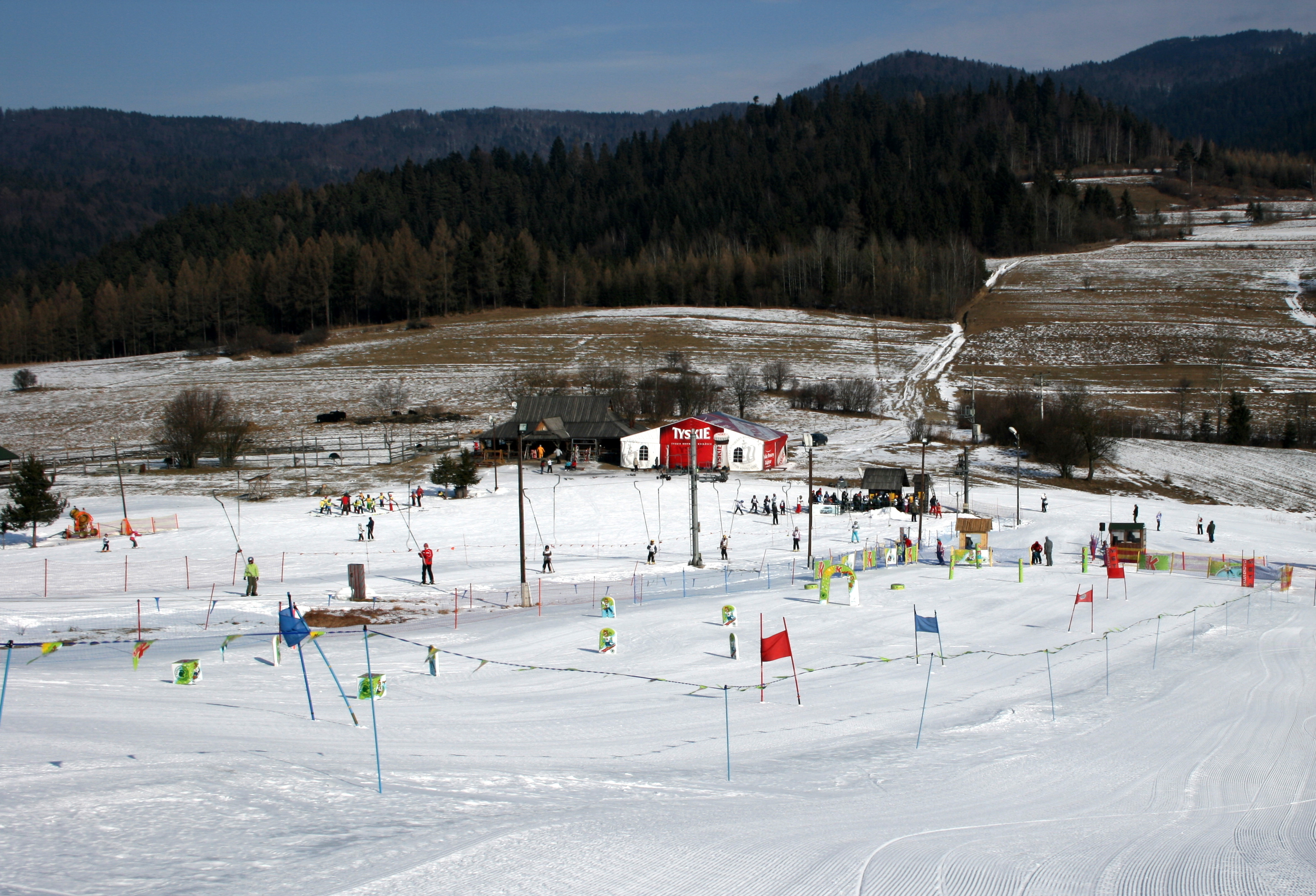
Jedna z dwóch oślich łączek Ośrodka, z wyciągiem E (wzdłuż wyciągu C), w głębi "Strusia Koliba"

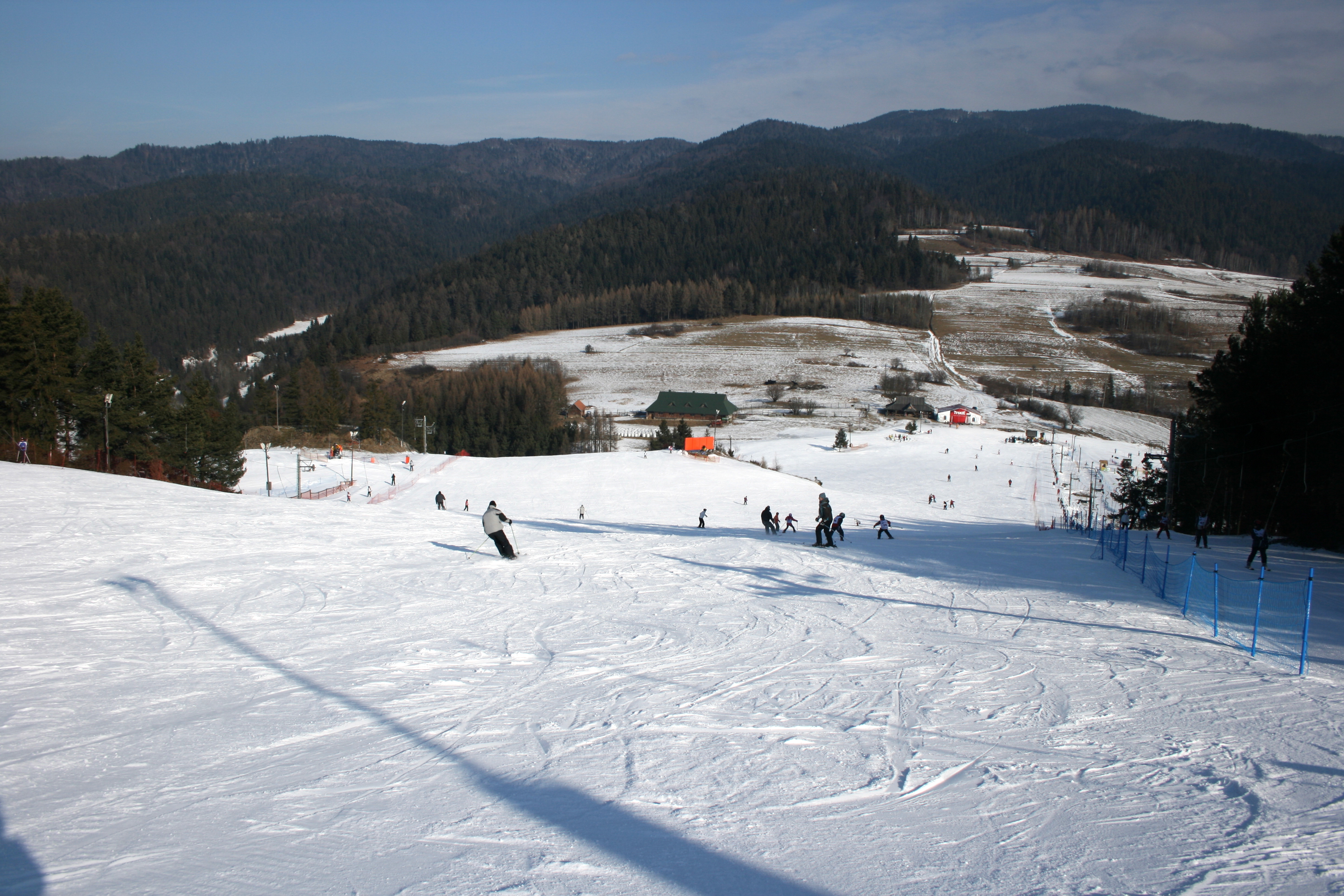
Górna część niebieskiej trasy nr 1

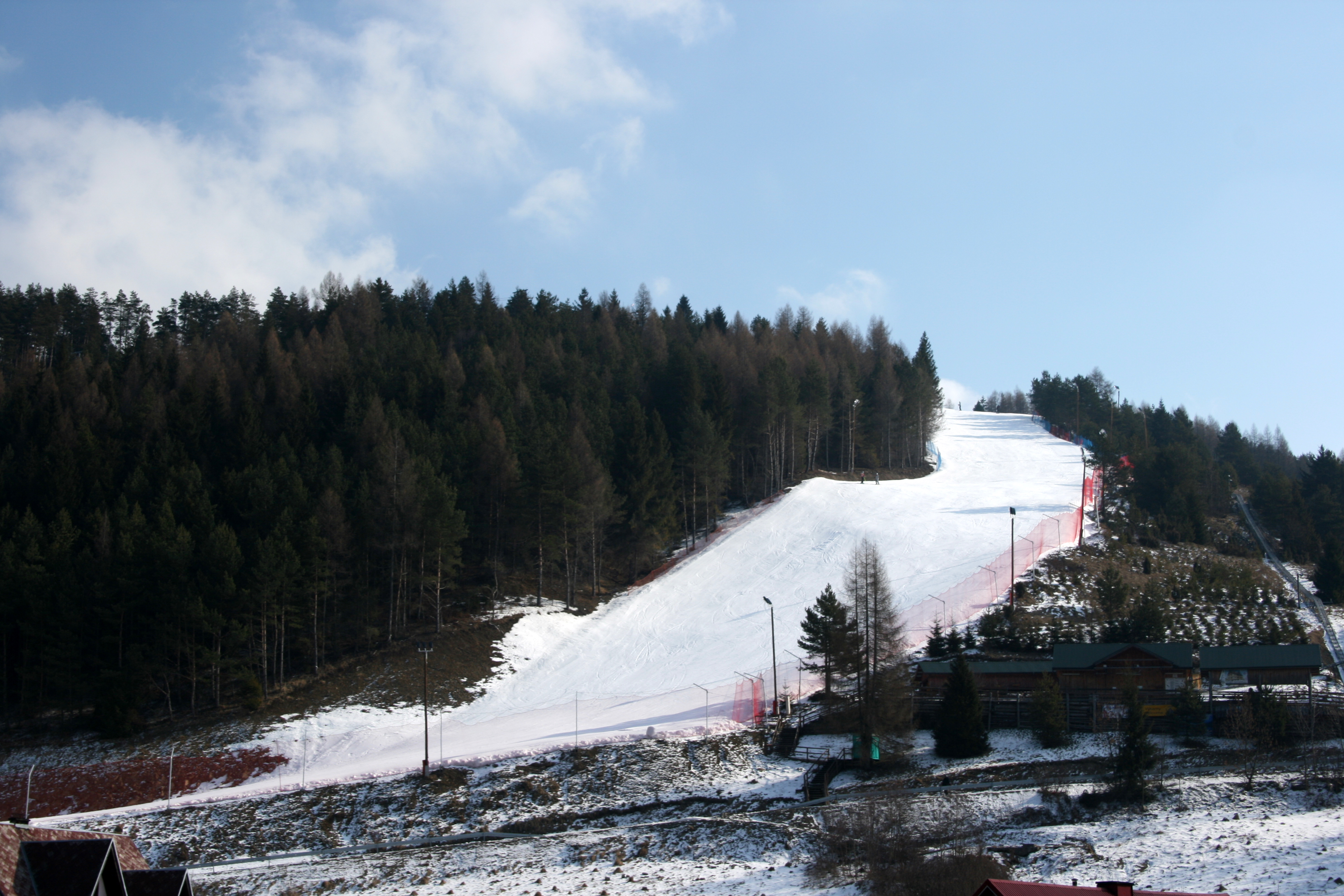
Czerwona trasa nr 6

W sumie w ofercie znajduje się 4500 m tras zjazdowych o różnym stopniu trudności.
Trasy są naśnieżane przez 21 armatek śnieżnych i przygotowywane przez 4 ratraki.
Operator wystąpił w 2001 roku o homologację FIS dla trasy FIS (3). Jej ważność minęła w 2011 roku. W grudniu 2013 roku odnowiono homologację na slalom dla obu płci dla tej trasy między wysokościami 760 i 615 m n.p.m. i obecna ważna jest do 2023 roku.

## Pozostała infrastruktura
Na terenie Ośrodka dostępne są:
- bezpłatny parking na 300 samochodów w dolinie Kluszkowianki
- bezpłatne WC
- punkt ratunkowy GOPR
- wypożyczalnia sprzętu narciarskiego, sklep i serwis narciarski
- szkoły narciarskie licencjonowane przez PZN:
  - "Czorsztyn-Ski", powstała w 2010 r.
- punkty gastronomiczne:
  - na szczycie góry Karczma "Bacówka Wdzor" z tarasem widokowym
  - u podstawy góry, przy parkingu – Gospoda "Pod śpiącym wulkanem" i bar szybkiej obsługi
- na zachodnim zboczu góry grawitacyjno-wózkowa kolejka górska "Alpine Coaster" o długości 1000 m
- liczne stoiska z lokalnymi wyrobami.

Noclegi dostępne są w prywatnych kwaterach w Kluszkowcach. 

## Operator
Operatorem stacji jest spółka Czorstyn-Ski Sp. z o.o. Prezesem jej Zarządu jest Mariusz Staszel. Większościowym udziałowcem spółki jest Kazimierz Wolski, z wykształcenia kamieniarz, właściciel Pensjonatu „Wolski” oraz Grupy Wolski, do której wchodzi zakład kamieniarski, produkcja okien i drzwi oraz inne zakłady w okolicy. 

## Historia
W maju 1999 roku Ashok Kumar Singh i ośmiu innych przedsiębiorców (Bronisław Słowik, Sławomir Wolski, Helena Koterba, Katarzyna Plewa, Witold Bentkowski, Sławomir Wiącek, Cezary Siedlarczyk i Józef Bednarczyk) zaczęli pierwsze rozmowy o stworzeniu ośrodka narciarskiego w Kluszkowcach. Zakupili tam 30 hektarów gruntów. Po kilku miesiącach, 22 stycznia 2000 roku, należąca do nich spółka Czorsztyn-Ski uruchomiła pierwsze wyciągi orczykowe oraz  sztucznie naśnieżane i oświetlane trasy. 
18 stycznia 2001 roku uruchomiono pierwszy wyciąg krzesełkowy.
W 2009 roku uruchomiono nową (czerwoną) trasę biegnącą wzdłuż zachodniego stoku góry.
W ramach projektu współfinansowanego ze środków UE o nazwie: Kraina Śpiącego Wulkanu – II etap rozbudowy całorocznej stacji turystycznej w celu wzmocnienia rozwoju przemysłu czasu wolnego w Małopolsce w ramach Małopolskiego Regionalnego Programu Operacyjnego na lata 2007-2013, Oś Priorytetowa 3. Turystyka i przemysł kulturowy, Działanie 3.1 Rozwój infrastruktury turystycznej, Schemat C: Rozwój produktów i oferty turystycznej regionu w październiku 2010 roku uruchomiono drugi wyciąg krzesełkowy, zlikwidowano dotychczas najdłuższy wyciąg orczykowy (tzw. łamany), udostępniono nowe fragmenty tras, rozbudowano system sztucznego naśnieżania oraz zbudowano ścieżkę edukacyjną w starym kamieniołomie.
W sezonie 2011/2012 Ośrodek Czorsztyn-Ski przyłączył się do systemu wspólnego karnetu "TATRY SKI" umożliwiającego korzystanie z ośrodków narciarskich na Podhalu:
- Ośrodek Narciarski Kotelnica Białczańska w Białce Tatrzańskiej
- Wyciągi Narciarskie Bania w Białce Tatrzańskiej
- Stacja Narciarska Kaniówka w Białce Tatrzańskiej
- Stacja Narciarska Jurgów
- Ośrodek Narciarski Czorsztyn-Ski w Kluszkowcach.

W kolejnych sezonach do wspólnego systemu karnetowego dołączyły:
- Ośrodek Narciarski Koziniec w Czarnej Górze
- Stacja Narciarska Grapa-Litwinka w Czarnej Górze

Od co najmniej 2014 roku większościowym udziałowcem spółki Czorsztyn-Ski Sp. z o.o., operatora ośrodka, jest Kazimierz Wolski.